# Funeral (Arcade Fire)
| Recensione        | Giudizio       |
| ----------------- | -------------- |
| AllMusic          |                |
| Drowned in Sound  | 10/10          |
| The Guardian      |                |
| NME               | 9/10           |
| Paste             |                |
| Pitchfork         | 9.7/10         |
| PopMatters        | Favorevole     |
| Robert Christgau  | A-             |
| Rolling Stone     |                |
| Tiny Mix Tapes    | 10/10          |
| Uncut             |                |
| Blender           |                |
| Ondarock          | Pietra miliare |
| The Village Voice | A              |

Funeral è il primo album in studio del gruppo musicale canadese Arcade Fire, pubblicato il 14 settembre 2004.

## Descrizione
Il titolo dell'album è dovuto alla scomparsa di diversi familiari durante la registrazione dell'album stesso tra l'inverno del 2003 e i primi mesi del 2004; eventi che caratterizzeranno anche le sonorità delle composizioni.
Molti dei pezzi erano già stati composti e scritti da Win Butler prima delle registrazioni, a parte Neighborhood 1 (Tunnels), che fu scritta insieme all'ex membro Josh Deu. Insieme a sua moglie Régine Chassagne scrisse poi In The Backseat e Wake Up, alla cui composizione collabora anche Richard Reed Parry, che creò il coro che caratterizza il ritornello.
L'album ha ottenuto la sesta posizione nella classifica dei migliori album del decennio 2000-2009 secondo la rivista Rolling Stone.

## Tracce
1. Neighborhood #1 (Tunnels) – 4:48 (Win Butler, Josh Deu)
2. Neighborhood #2 (Laïka) – 3:32 (Win Butler)
3. Une Année Sans Lumière – 3:40 (Win Butler, Régine Chassagne)
4. Neighborhood #3 (Power Out) – 5:12 (Win Butler)
5. Neighborhood #4 (7 Kettles) – 4:49 (Win Butler)
6. Crown of Love – 4:42 (Win Butler)
7. Wake Up – 5:35 (Win Butler, Richard Reed Parry, Régine Chassagne)
8. Haiti – 4:07 (testo: Règine Chassagne – musica: Règine Chassagne, Win Butler)
9. Rebellion (Lies) – 5:10 (Win Butler)
10. In the Backseat – 6:20 (testo: Règine Chassagne – musica: Règine Chassagne, Win Butler, Will Butler)

## Formazione
- Win Butler – voce, chitarra solista, chitarra ritmica, chitarra acustica (10), basso (8,10), pianoforte (6), cori
- Régine Chassagne – tastiere, voce, cori, batteria (1,6), fisarmonica
- Richard Reed Parry – percussioni (2,3,7,8), chitarra (4,9), tastiere (2,8), contrabbasso (5,10), pianoforte (1), basso (6), cori
- Tim Kingsbury – basso, chitarra elettrica (6,8,10), cori
- William Butler – percussioni, glockenspiel, basso (7), chitarra acustica (8), pianoforte (10) cori
- Sarah Neufeld – violino, cori
- Jeremy Gara – batteria, percussioni, cori